# Theater Gütersloh
Das Theater Gütersloh ist ein Theatergebäude in der ostwestfälischen Kreisstadt Gütersloh.

## Gebäude

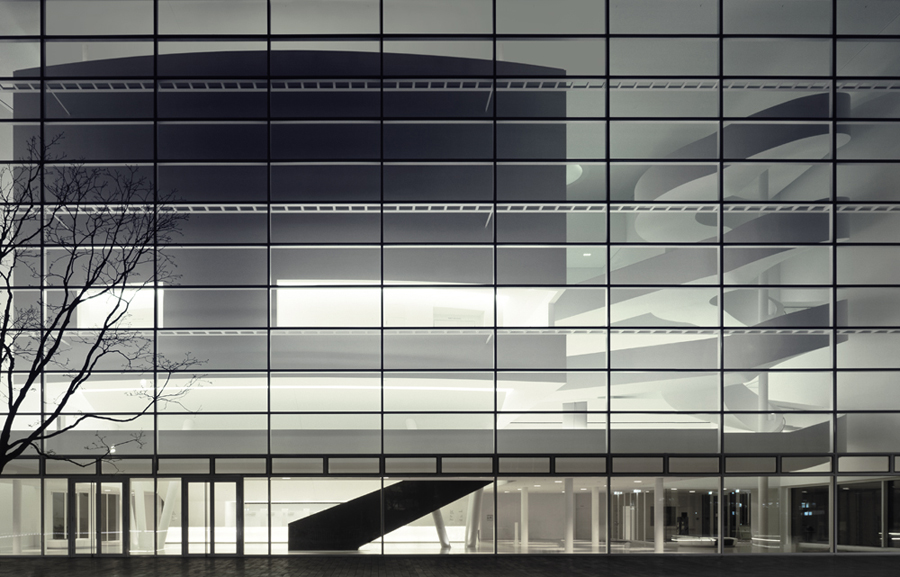
Südfassade bei Nacht

Das alte Theater der Stadt in der Paul-Thöne-Halle wurde 2003 aus Sicherheitsgründen (mangelnder Brandschutz) geschlossen. Nach der Schließung fanden Theateraufführungen in der benachbarten Stadthalle Gütersloh statt. Dem Neubau ging ein Bürgerentscheid im Jahr 2003 voraus, der sich gegen den von der Stadt genehmigten, aber teuren Neubau wandte. Diesen Entwurf für das neue Theater hatte der Hamburger Architekt Jörg Friedrich geliefert. Er präsentierte der Stadt nun eine abgespeckte (530 statt über 700 Sitzplätze), preiswertere Version, die dann auch nach Ablauf der Bindungsfrist des Entscheids verwirklicht wurde.
Die Grundsteinlegung erfolgte am 11. Oktober 2008. Auf einer Grundfläche von 2086 m² entstand ein 24 Meter hohes Gebäude. Das neue, sogenannte vertikale Theater wurde am 13. März 2010 eröffnet. Statt in die Breite erstreckt sich das Theatergebäude in die Höhe, gekrönt von einer „Sky-Lobby“ im obersten Stockwerk. Das erste aufgeführte Theaterstück war Zigeunerjunge.
Seit März 2013 ist Christian Schäfer Intendant des Theaters Gütersloh und damit Nachfolger von Klaus Klein, der 2013 in den Ruhestand getreten war.
Die Kosten von rund 21,75 Millionen Euro wurden weitgehend durch den städtischen Haushalt getragen; hinzu kamen eine Spende in Höhe von fünf Millionen Euro der ortsansässigen Firmen Miele und Bertelsmann sowie von zahlreichen Bürgern.
Am 5. September 2020 wurde der zuvor namenlose Platz vor dem Theater zu Ehren des Gütersloher Komponisten Hans Werner Henze (1926–2012) Hans-Werner-Henze-Platz benannt.